# نورا ان پیور
دانیلا دی لیلو (انگلیسی: Daniela Di Lillo، سابقاً نیدِرِر (انگلیسی: Niederer)؛ زادهٔ ۲۰ ژوئیهٔ ۱۹۹۰)، که بیشتر با نام هنری نورا ان پیور (به انگلیسی: Nora En Pure) شناخته می‌شود، موسیقی‌دان و تهیه‌کننده موسیقی دیپ هاوس سوئیسی‌تبار زادهٔ آفریقای جنوبی است. او نخستین بار با تک‌آهنگ خود با نام «با من بیا» در سال ۲۰۱۳ مورد توجه قرار گرفت. آثار محبوب بعدی او عبارتند از «شبنم صبح‌گاهی»، «دریاچه سرنیزه» و «اشک‌های چشمان تو». در ژوئیه ۲۰۱۶ پیت تانگ از نورا ان پیور دعوت کرد تا برای برنامهٔ رادیویی خود با نام «میکس اصلی بی‌بی‌سی» یک میکس دو ساعته فراهم کند.

## زندگی‌نامه

### اوایل زندگی
نورا ان پیور که از مادری اهل آفریقای جنوبی و پدری سوئیسی در ژوهانسبورگ زاده شده‌بود، در دوران نوزادی همراه خانواده‌اش به سوئیس مهاجرت کرد. او در محیطی موسیقایی بزرگ شد و نوازندگی سازهای موسیقی را در دوران کودکی آموخت.
نورا ان پیور پیش از آنکه وارد عرصهٔ موسیقی الکترونیک شود، به سبک‌های دیگری از موسیقی شامل موسیقی کلاسیک، پاپ و راک گوش می‌داد.

### پیش‌زمینه
او با کندوکاو ریشه‌های اصالت خود در آفریقای جنوبی و با تنظیم‌های غربی همراه‌شده با صدای سازهای کوبه‌ای قبیله‌ای و ترکیب آن‌ها با ملودیهای خلق‌شده با سازهای کلاسیک، که شامل سازهای بادی و آکوردهای پیانو، و همچنین صداهای هارمونیک سینث‌سایزرهایی که معمولاً شامل صداهای طبیعی و ارگانیک می‌شوند، بودند، الهام‌های خلاقانهٔ خود در موسیقی را کسب کرد.
از آنجا که او در طول زندگی سفرهای زیادی را تجربه کرده‌است، قطعات موسیقی او نوعی حس علاقه به سفر را تداعی می‌کنند. با توجه به این که او عضوی از گروه «هلوتیک نردز» در سوئیس و هنرمند اصلی شرکت پخش موسیقی «انورموس تیونز» است، آثار او و آثار منتشر شده توسط این شرکت دارای شخصیت صوتی خاصی هستند که به‌خوبی قابل تشخیص است. نورا ان پیور یکی از نخستین هنرمندان فعال در زمینهٔ تولید آثار موسیقی ملودیک دیپ هاوس در سبک کنونی خود بود. او به‌جای پیروی از گرایش‌های ایجاد شده به سمت موسیقی تجاری هاوس وکال‌دار و ملودیک، آثار تولیدی و اجراهای زندهٔ او همواره با مرتبط ساختن سبک‌ها، عرصه‌ها و صداهای متفاوت و نابرابر با یکدیگر به‌صورت صریح و به‌سبک خاص خود، منحصر به‌فرد باقی مانده و او را از عرصهٔ معمول موسیقی الکترونیک جدا کرده‌است.

### حرفه موسیقی
موفقیت قطعهٔ «با من بیا»، که در وبگاه بیت‌پورت برای بیش از هفت ماه در میان ۱۰۰ آهنگ برتر از نظر میزان دریافت قرار داشت، نخستین گام او برای ورود به عرصهٔ جهانی موسیقی الکترونیک بود. تک‌آهنگ «آب‌نمک» که شامل عناصری از آهنگ «راستین» از اسپاندئو بالت بود، در آلبوم تلفیقی بودا بار برای سال ۲۰۱۲ قرار گرفت.
نورا ان پیور به‌واسطهٔ تورهای جهانی، حضور در جشنواره کواچلا در استیج یوما (که میزبان بهترین هنرمندان در سبک‌های دیپ هاوس و تکنو است)، حضور در «گردهمایی سپیده‌دم» در جشنواره تومارولند (یک اجرای سه ساعته در استیج اصلی در کنار جوریس وورن، کارل کاکس و هنرمندان دیگر)، یا با یک مجموعهٔ کامل از آلبوم‌های چندآهنگه و ریمیکس‌هایی که انجام داده‌است (برای هنرمندانی نظیر فیتلس، ورچ ۳۲، کلینگاند، الیور هلدنز، پل هریس و پروژهٔ جانبی او با نام درتی وگاس)، در سطح بین‌المللی شناخته شده‌است. نورا ان پیور در سال ۲۰۱۷ یک آلبوم چندآهنگه با نام بهشت برین را فتح کن را منتشر کرد.

## ترانه‌شناسی
نورا ان پیور در طول دوران فعالیت خود از سال ۲۰۱۰ تاکنون ۱۵ آلبوم چندآهنگه و بیش از ۸۰ تک‌آهنگ منتشر کرده‌است که یکی از آن‌ها با نام «با من بیا» در سال ۲۰۱۳ در جدول‌های موسیقی اولتراتاپ در جایگاه ۴۱ قرار گرفت. او همچنین قطعاتی از هنرمندان مختلف را ریمیکس کرده‌است.

## جوایز و نامزدی‌ها

### جوایز بین‌المللی موسیقی رقص
| سال  | رده                            | نامزد / اثر  | نتیجه | منبع   |
| ---- | ------------------------------ | ------------ | ----- | ------ |
| ۲۰۱۹ | بهترین هنرمند موسیقی هاوس (زن) | نورا ان پیور | برنده | [ ۱۵ ] |
| ۲۰۲۰ | بهترین هنرمند موسیقی هاوس (زن) | نورا ان پیور | برنده | [ ۱۶ ] |